# Lobi (Haljala)
Lobi es un pueblo ubicado en el municipio de Haljala, en el condado de Lääne-Viru, Estonia.

## Superficie
Posee una superficie de 4,664 kilómetros cuadrados.

## Demografía
Hasta 2021 la población era de 12 habitantes, con una densidad de población de 2,573 habitantes por kilómetro cuadrado.